# Cimarron Strip
Cimarron Strip är en amerikansk western-TV-serie som sändes i 23 avsnitt på CBS mellan september 1967 och mars 1968. Serien skapades av Christopher Knopf.
Serien har sänts i Sverige på SVT i omgångar mellan 2010 och 2016.

## Rollista
- Stuart Whitman som Marshal Jim Crown
- Jill Townsend som Dulcey Coopersmith
- Percy Herbert som MacGregor
- Randy Boone som Francis Wilde